# Tāzehābād-e Narakeh
Tāzehābād-e Narakeh är en ort i Iran.   Den ligger i provinsen Gilan, i den norra delen av landet, 190 km nordväst om huvudstaden Teheran. Tāzehābād-e Narakeh ligger 22 meter över havet och antalet invånare är 104.
Terrängen runt Tāzehābād-e Narakeh är varierad. Runt Tāzehābād-e Narakeh är det ganska tätbefolkat, med 134 invånare per kvadratkilometer. Närmaste större samhälle är Langarud, 13,4 km norr om Tāzehābād-e Narakeh. Trakten runt Tāzehābād-e Narakeh består till största delen av jordbruksmark.